# كولن بويس
كولن بويس (بالإنجليزية: Colin Boyce)‏ هو سياسي أسترالي، ولد في 30 أكتوبر 1962 في توومبا في أستراليا. حزبياً، نشط في الحزب الوطني الليبرالي في كوينزلاند. وقد انتخب عضو المجلس التشريعي ولاية كوينزلاند عن دائرة Electoral district of Callide ‏ (25 نوفمبر 2017 – ).